# 訃報 1999年1月
訃報 1999年1月（ふほう 1999ねん1がつ）では、1999年（平成11年）1月中に物故した、又は物故が報じられた人物についてまとめる。

## （1日 - 15日）

東けんじ／1月7日没

芦田伸介／1月9日没

- 1月2日 - 清元志寿太夫、清元節太夫（* 1898年）
- 1月4日 - 植芝吉祥丸、武道家（* 1921年）
- 1月5日 - 武藤英司、俳優（* 1917年）
- 1月6日 - ミシェル・ペトルチアーニ、ジャズピアニスト（* 1962年）
- 1月7日 - 東けんじ、漫才師（* 1923年）
- 1月7日 - 槌田誠、元プロ野球選手（* 1943年）
- 1月9日 - 芦田伸介、俳優（* 1917年）
- 1月11日 - 五十嵐通夫、C.A.L専務取締役（* 1937年?）
- 1月13日 - 若井小づえ、漫才師（* 1947年）

## （16日 - 31日）

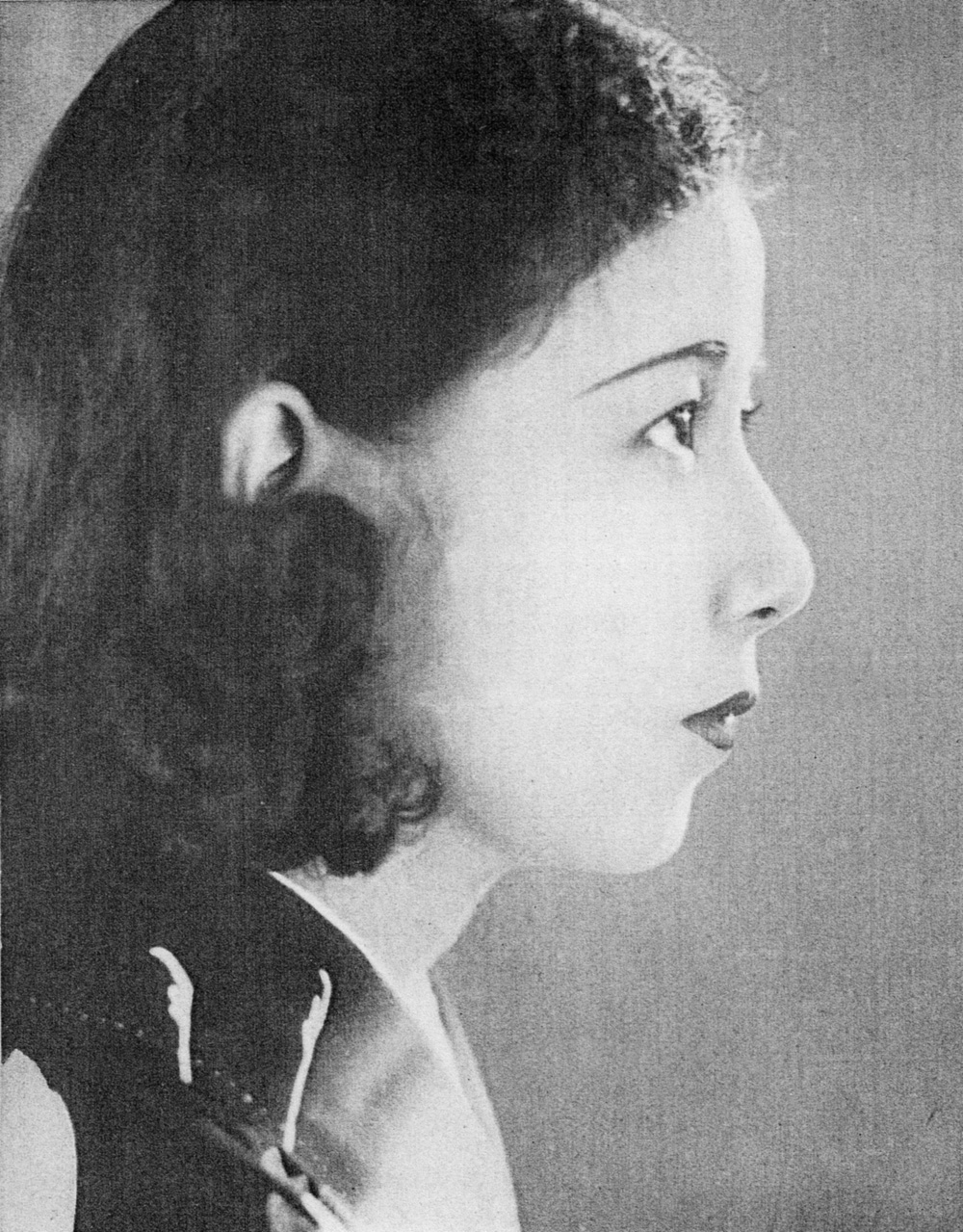
夏川静江／1月24日没

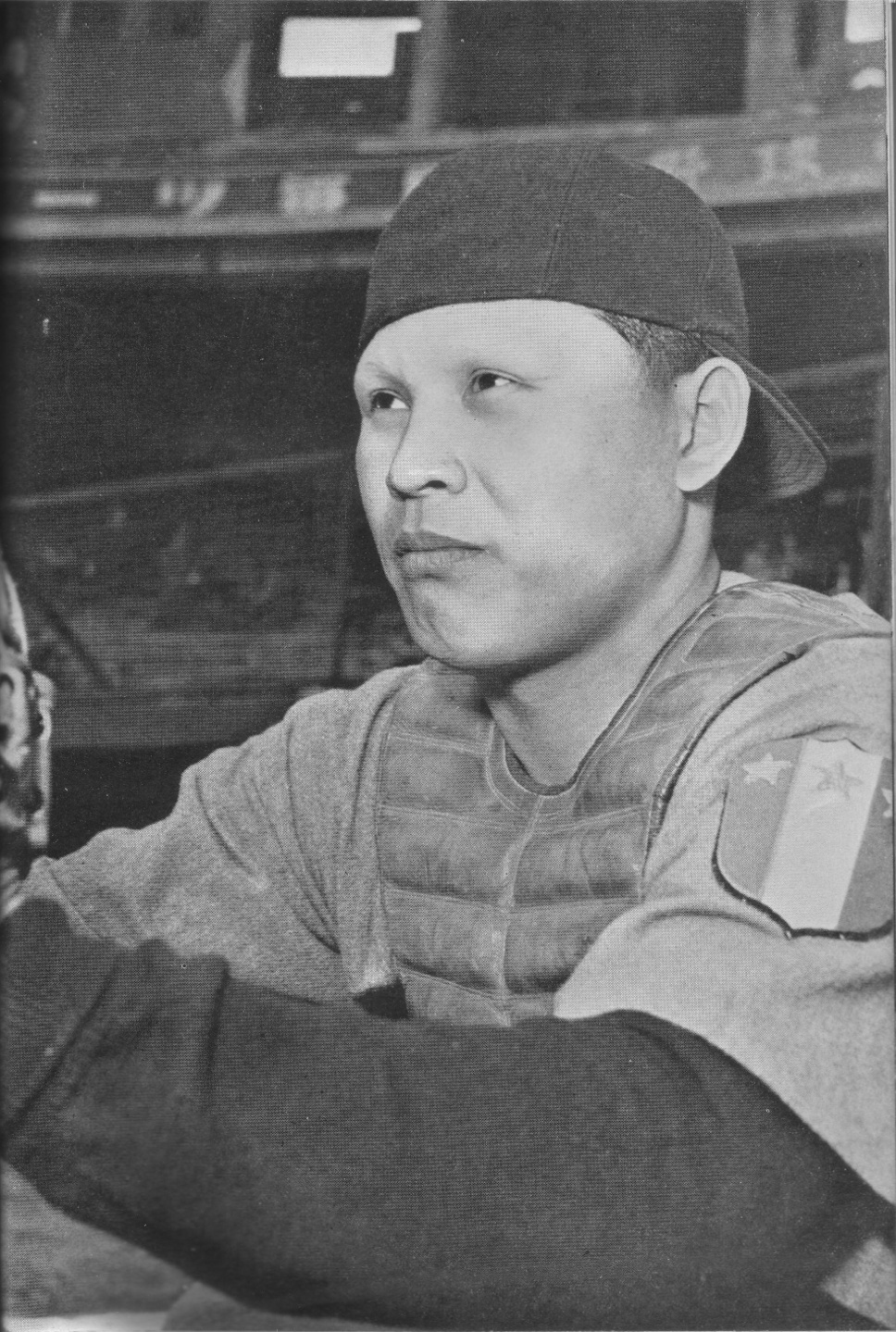
土井垣武／1月25日没

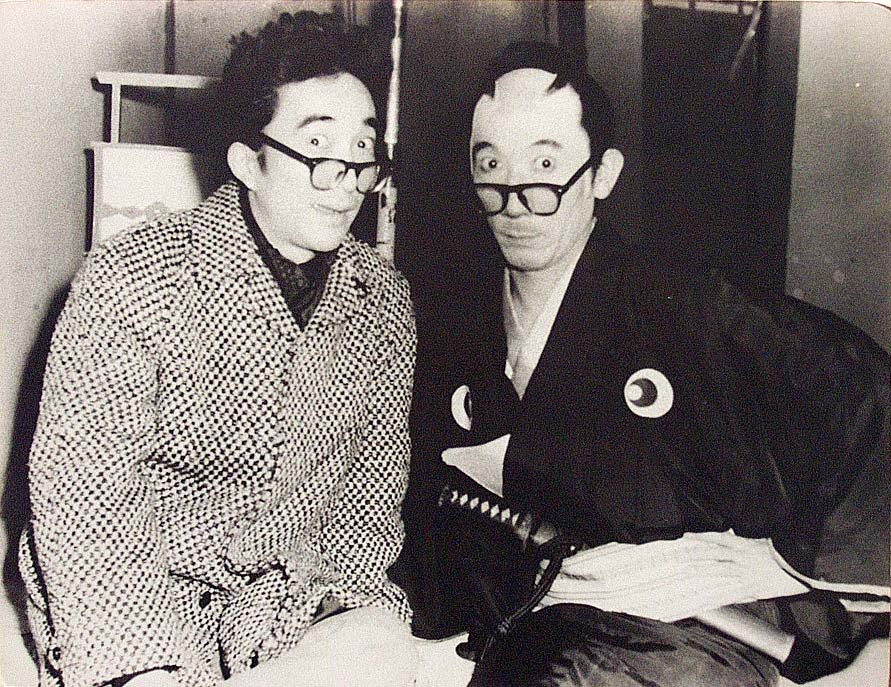
三木のり平（右）／1月25日没

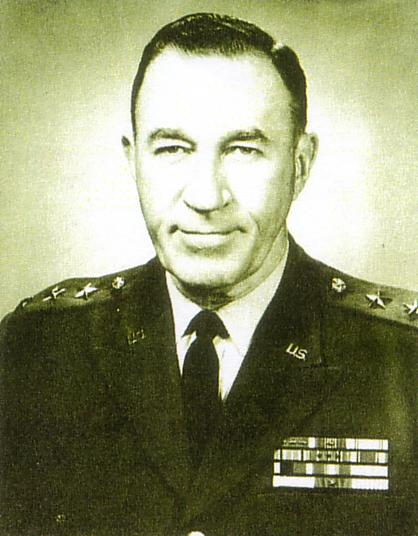
フェルディナンド・T・アンガー／1月31日没

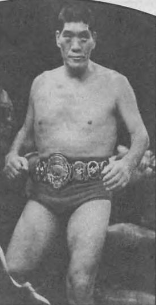
ジャイアント馬場／1月31日没

- 1月16日 - 大屋政子、タレント・実業家（* 1920年）
- 1月18日 - 土居まさる、司会者、元文化放送アナウンサー（* 1940年）
- 1月21日 - 上田音市、部落解放運動家（* 1897年）
- 1月21日 - 垂水悟郎、俳優（* 1927年）
- 1月23日 - 井上究一郎、フランス文学者・翻訳家・エッセイスト（* 1909年）
- 1月23日 - 宮永好道、元シャープ顧問・コラムニスト（* 1930年）
- 1月24日 - 夏川静江、女優（* 1909年）
- 1月25日 - 土井垣武、元プロ野球選手（* 1921年）
- 1月25日 - 三木のり平、喜劇俳優（* 1924年）
- 1月26日 - ジャンヌ＝マリー・ダルレ、ピアニスト（* 1905年）
- 1月26日 - 松田武彦、工学者（* 1921年）
- 1月30日 - ボリス・ニキーチン、教育者（* 1916年）
- 1月31日 - フェルディナンド・T・アンガー、アメリカ合衆国軍人（* 1913年）
- 1月31日 - ジャイアント馬場、プロレスラー、プロ野球選手（* 1938年）